# المایولو (مرزیفون)
المایولو (به ترکی استانبولی: Elmayolu) یک منطقهٔ مسکونی در ترکیه است که در مرزیفون واقع شده‌است.